# باشگاه فوتبال تیم ولینگتون
باشگاه فوتبال تیم ولینگتون یک باشگاه فوتبال نیمه حرفه‌ای از نیوزیلند بود که در حومه میرامار در ولینگتون، نیوزیلند مستقر است. آنها در مسابقات قهرمانی فوتبال نیوزیلند شرکت کردند. تیم ولینگتون به طور سنتی یکی از موفق‌ترین باشگاه‌های فوتبال نیوزیلند از زمان آغاز به کارش در سال ۲۰۰۴ بوده است، که دو بار قهرمان لیگ شده و قهرمان لیگ قهرمانان اقیانوسیه ۲۰۱۸ شده است. بازی‌های خانگی آنها در پارک ورزشی دیوید فارینگتون برگزار می‌شد.

## تاریخچه
تیم ولینگتون در سال ۲۰۰۴ توسط کنسرسیومی از باشگاه‌های ولینگتون برای شرکت در مسابقات قهرمانی فوتبال نیوزیلند تشکیل شد. لباس این تیم، یونیفرم زرد با شورت مشکی بود که از رنگ‌های ورزشی اصلی منطقه ولینگتون استفاده می‌کرد.
در فصل افتتاحیه (۰۵–۲۰۰۴) مسابقات قهرمانی فوتبال نیوزیلند، تیم ولینگتون کمتر از حد انتظار عمل کرد و ششم شد. آنها در فصل بعد پیشرفت کردند و فصل را در جایگاه چهارم به پایان رساندند.
در سال ۲۰۰۷ ای-لیگ استرالیا امتیازی را در ولینگتون به نام ولینگتون فونیکس قرار داد. فونیکس به سرعت وارد یک اتحاد استراتژیک با تیم ولینگتون شد. سرمربی جدید تیم ولینگتون، استو جیکوبز، با حفظ سمت خود در مسابقات قهرمانی فوتبال نیوزیلند، به عنوان کمک مربی برای فونیکس استخدام شد. تیم ولینگتون همچنین لباس خود را به نوار مشکی شبیه به فینیکس تغییر داد و از زرد به عنوان رنگ برجسته استفاده کرد.
تیم ولینگتون فصل ۰۸–۲۰۰۷ را با ۵ برد پیاپی شروع کرد که یک رکورد برای این رقابت‌ها بود. این رکورد با تساوی ۱–۱ مقابل آوکلند سیتی در ۱۵ دسامبر به پایان رسید. تیم ولینگتون فصل را در جایگاه سوم به پایان رساند و برای فینال مقدماتی در برابر آوکلند سیتی که رتبه دوم را در اختیار داشت، واجد شرایط شد. تیم ولینگتون در وقت اضافه ۴–۳ آوکلند سیتی را شکست داد. بنابراین تیم ولینگتون به فینال بزرگ رفت، که در آن توسط ویتاکر یونایتد ۲–۰ در ورزشگاه تراستس شکست خورد.
در ۲۱ آوریل ۲۰۱۵، تیم ولینگتون در اولین حضور خود در لیگ قهرمانان اقیانوسیه به فینال رسید. آنها پس از تساوی ۱–۱ پس از وقت اضافه، در ضربات پنالتی توسط مدافع عنوان قهرمانی، آوکلند سیتی در ۲۶ آوریل شکست خوردند.
خوزه فیگویرا در فصل ۱۷–۲۰۱۶، در ۱ ژوئیه ۲۰۱۶ عنوان سرمربیگری تیم ولینگتون به عهده گرفت.
در مارس ۲۰۱۶، تیم ولینگتون اولین قهرمانی خود در مسابقات قهرمانی فوتبال نیوزیلند را کسب کرد. پس از به پایان رساندن در رتبه سوم در فصل عادی، آنها هاوکز بی یونایتد را در نیمه نهایی شکست دادند، قبل از اینکه آوکلند سیتی را ۴–۲ در یک فینال جذاب در ورزشگاه نورث هاربور در آلبانی، اوکلند شکست دهند.
تیم ولینگتون در آوریل ۲۰۱۷ عناوین لیگ را پشت سر گذاشت و پس از تساوی جذاب ۶–۶ در نیمه نهایی، ویتاکر یونایتد را در ضربات پنالتی شکست داد، قبل از اینکه آوکلند سیتی را ۲–۱ در فینال بزرگ در ورزشگاه نورث هاربور شکست دهد.
تیم ولینگتون ارزش خود را در لیگ قهرمانان اقیانوسیه ۱۸–۲۰۱۷ با پیروزی در نیمه نهایی بسیار میخکوب کننده مقابل آوکلند سیتی به اثبات رساند که علیرغم پایان تساوی ۲–۲، تیم ولینگتون به دلیل امتیاز کلی پیروز شد. این بازی بسیار بحث برانگیز بود زیرا داور ۸ دقیقه وقت اضافه به پایان بازی اضافه کرد. این ۸ دقیقه به ۱۲ دقیقه تبدیل شد (مجموع زمان بازی ۱۰۱ دقیقه) و قبل از اینکه داور سوت پایان بازی را به صدا درآورد، باعث تشدید هر دو طرف شد. پس از این، تیم ولینگتون در دو بازی پایانی به مصاف لائوتوکا رفت. یکی در خانه در پارک ورزشی دیوید فارینگتون در ۱۳ مه ۲۰۱۸، دیگری در زمین خانگی لائوتوکا در پارک چرچیل در فیجی در ۲۰ مه ۲۰۱۸.
تیم ولینگتون در بازی رفت با پیروزی خیره کننده ۶–۰ پیروز شد. بازی برگشت نیز با نتیجه ۳–۴ به سود تیم ولینگتون به اتمام رسید. این به تیم ولینگتون عنوان قهرمان اقیانوسیه را داد و به آنها اجازه ورود به جام باشگاه‌های جهان ۲۰۱۸ که در دسامبر ۲۰۱۸ در امارات متحده عربی برگزار شد را داد.
در ۱۲ دسامبر ۲۰۱۸، تیم ولینگتون اولین و تنها بازی خود را در جام باشگاه‌های جهان ۲۰۱۸ در مقابل تیم فوتبال العین، که بعداً نایب قهرمان مسابقات شد، انجام داد و در نیمه اول ۳ گل به ثمر رساند. اما برتری آنها کوتاه مدت بود و العین ۳ گل به ثمر رساند و بازی را به وقت اضافه و سپس ضربات پنالتی فرستاد. تیم ولینگتون ضربات پنالتی را ۴–۳ از دست داد و حذف شد.
تیم ولینگتون در آخرین بازی که در مسابقات قهرمانی فوتبال نیوزیلند انجام شد، برنده شد، زمانی که آنها رقبای دیرینه، آوکلند سیتی را ۲–۱ در فینال بزرگ ۲۱–۲۰۲۰ شکست دادند.

## افتخارات

### داخلی
- مسابقات قهرمانی فوتبال نیوزیلند: ۲۰۱۶، ۲۰۱۷، ۲۰۲۱
- جام وایت ریبان: ۱۲–۲۰۱۱
- جام چاریتی: ۲۰۱۴، ۲۰۱۷

### بین‌المللی
- لیگ قهرمانان اقیانوسیه: ۲۰۱۸
  - نایب قهرمانی: ۱۵–۲۰۱۴، ۲۰۱۶، ۲۰۱۷